# Figli del caos
Figli del caos è il primo album in studio del gruppo musicale italiano Two Fingerz, pubblicato il 31 agosto 2007 dalla Sony Music.

## Tracce
Testi di Daniele Lazzarin e Jacopo D'Amico, musiche di Riccardo Garifo, Daniele Lazzarin e Massimiliano Dagani.
1. 1-1 (intro) (feat. Sewit) – 2:05
2. Figli del caos – 3:56
3. Troppo forte – 3:59
4. Inizia la follia – 3:58
5. Cose che non puoi (feat. Dargen D'Amico, Sewit) – 3:49
6. Sulle spalle dei giganti – 3:51
7. Tvb no TV (feat. Sewit) – 3:09
8. Cavi e problemi – 4:29
9. Certe cose – 3:27
10. Ognuno per sé (feat. Daniele Vit) – 3:14
11. Di cash (feat. Dargen D'Amico) – 4:14
12. Così chiara – 4:06
13. Io non ho – 2:41
14. Figli del caos (Upgrade Remix) – 4:03

Tracce bonus nell'edizione di iTunes
1. Two Fingerz lessico – 5:15
2. Welcome to Downtown – 3:51